# Aidabaleten (Hataz)
Aidabaleten ist eine osttimoresische Aldeia im Suco Hataz (Verwaltungsamt Atabae, Gemeinde Bobonaro). 2015 lebten in der Aldeia 529 Menschen.

## Geographie
Aidabaleten liegt im Norden des Sucos Hataz. Nordöstlich befindet sich die Aldeia Boloi und südwestlich die Aldeia Aidabasalala. Im Nordwesten grenzt Aidabaleten an den Suco Rairobo und im Südwesten, auf der anderen Seite des Flusses Nunura liegt das Verwaltungsamt Cailaco mit seinem Suco Meligo. Die Grenze zwischen Aidabasalala und Aidabaleten wird teilweise vom Fluss Meuculi gebildet.
Im Tal des Nunuturas führt durch den Osten Aidabaletens, parallel zum Fluss eine Straße, an der der Hauptteil der Besiedlung liegt. Der Ort Aidabasalala liegt nur mit dem Nordteil in Aidabaleten, der Süden befindet sich in der Aldeia Aidabasalala. Im Norden stehen im Ort die eine Kirche, ein Hospital und im Norden die Grundschule Beloi. Die bewaldeten Berge westlich der Flussebene sind unbesiedelt.

## Politik
2023 wurde Marcal de Sousa zum Chefe de Aldeia gewählt.